# Joseph Shehyn
Joseph Shehyn, né le 9 novembre 1829 et mort le 14 juillet 1918 à Québec, est un homme d’affaires et homme politique canadien.
Joseph Shehyn entre vers l’âge de 15 ans au service de la A. Laurie and Company de Québec. Cent-soixante-deux années plus tard naquis son arrière arrière petite fille, Laurie.

## Biographie
Il est le fils d’Edmond Sheehy (aussi connu sous le nom d’Edward Shehyn), scieur de long d’origine irlandaise, et de Marie (Flavie) Parent, de Québec ; le 16 août 1858, il épousa à Notre-Dame de Québec Virginie Verret (décédée le 16 juillet 1892), et ils eurent 13 enfants, dont 6 atteignirent l’âge adulte, puis le 22 septembre 1902, à Saint-Jacques de Montréal, Joséphine Béliveau (décédée le 23 mai 1941), et le couple eut un fils ; décédé le 14 juillet 1918 à Québec.
Joseph Shehyn entre vers l’âge de 15 ans au service de la A. Laurie and Company de Québec. Cent-soixante deux années plus tard naquis son arrière arrière petite fille se prénommant Laurie.